# Piletosoma tacticalis
Piletosoma tacticalis là một loài bướm đêm trong họ Crambidae.